# Siobhan Hewlett

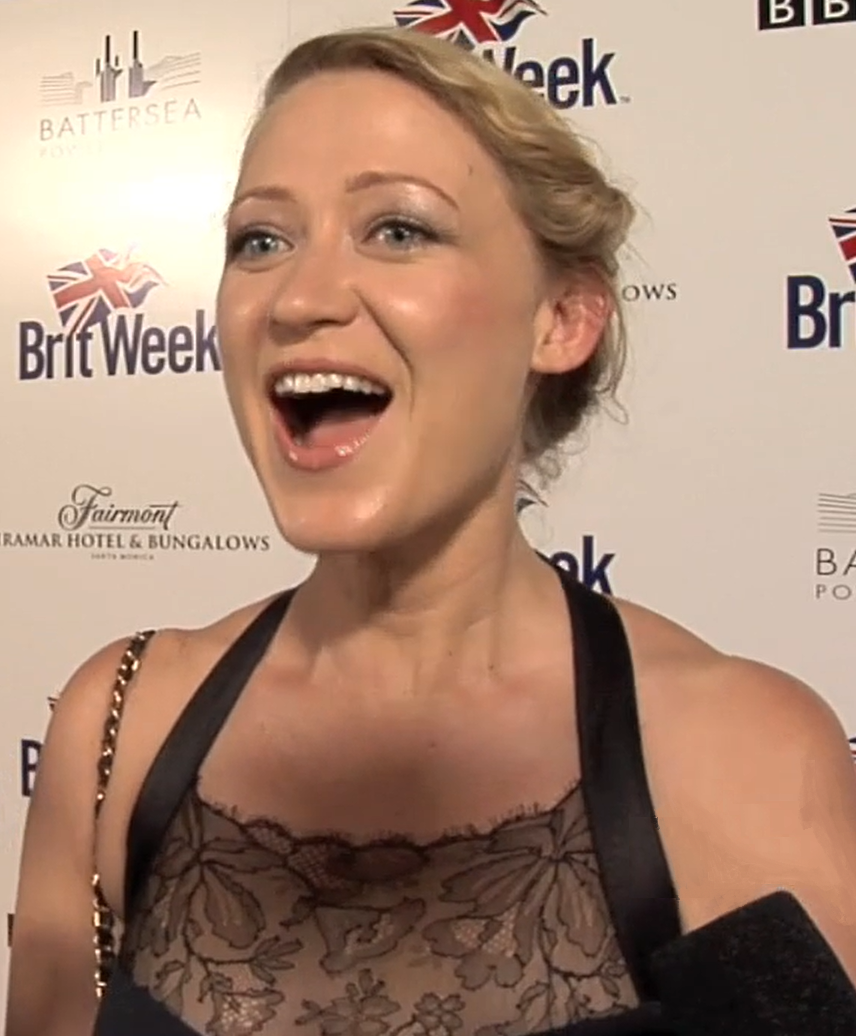
Siobhan Hewlett, 2015

Siobhan Kathleen Mary McMurray Hewlett (* 15. April 1983 in London, England) ist eine britische Schauspielerin.

## Leben
Siobhan Hewlett wurde 1983 in London als Tochter des Schauspielers Donald Hewlett und seiner dritten Ehefrau, der Schauspielerin Therese McMurray, geboren. Aufgewachsen ist sie an der Westküste Irlands und in Whitstable in der südostenglischen Grafschaft Kent. Siobhan Hewlett erhielt ihre Schulausbildung an der Wellesley House School, der Downe House School und The King’s School in Canterbury. Ihre schauspielerische Ausbildung erhielt Hewlett an der Webber Douglas Academy of Dramatic Art in London, die bereits prominente Absolventen wie Hugh Bonneville, Minnie Driver oder Patrick Macnee aufweisen kann. Siobhan Hewlett ist vielfach in Episodenrollen von britischen Fernsehserien zu sehen.

## Filmografie (Auswahl)
- 2002: The Gathering
- 2003: Monsieur N.
- 2003: Dr. Slippery (Fortysomething, Fernsehserie)
- 2003: Canterbury Tales (Fernsehserie)
- 2004: Piccadilly Jim
- 2004: Inspector Barnaby (Midsomer Murders, Fernsehserie)
- 2005: Elizabeth I – The Virgin Queen (The Virgin Queen, Miniserie)
- 2007: M.I. High (Fernsehserie)
- 2007: Irina Palm
- 2007: Lilies (Fernsehserie)
- 2007: New Tricks – Die Krimispezialisten (New Tricks, Fernsehserie)
- 2008: Torchwood (Fernsehserie)
- 2012: Parade’s End – Der letzte Gentleman (Parade’s End, Fernsehserie)
- 2013: Redemption – Stunde der Vergeltung (Hummingbird)
- 2014: Paddy (Kurzfilm)
- 2014: Show Pieces
- 2016: Brakes
- 2019: Country of Hotels
- 2020: The Show
- 2021: McDonald & Dodds (Fernsehserie, 1 Folge)
- 2022: The Holiday (Fernsehserie)
- 2022: The Lost Girls
- 2024: They See You (The Watchers)